# Rudolf Schucht
Rudolf Schucht (* 11. Februar 1910 in Frankfurt am Main; † 11. Mai 2004 in Bad Soden am Taunus) war ein deutscher Grafiker und Maler.

## Leben und Beruf
1932 begann Rudolf Schucht sein Studium an der städtischen Städelschule. Bereits drei Jahre später erreichte er sein Staatsexamen für Grafik. Er spezialisierte sich für die Werbegrafik und erhielt einen Arbeitsplatz als Designer im Atelier der I.G. Farben in Frankfurt am Main. 1940 entwarf er ein Plakat für die Internationale Verkehrsausstellung in Köln. Nach Kriegsende eröffnete er 1945 sein eigenes Atelier in Frankfurt am Main. Hauptsächlich gestaltete er Drucksachenentwürfe für die chemische und pharmazeutische Industrie und war freier Mitarbeiter der Hoechst AG und der BASF. Ab 1951 war er als Artdirektor der Hoechst AG, neben vielen Publikationen in der Fachpresse, für den Kunstkalender der Farbwerke Hoechst sowie für die internationale Hauszeitschrift "Hoechst Heute", verantwortlich. 
1957 zog er mit seiner Familie in die Kurstadt Bad Soden am Taunus und entwarf sich dort sein eigenes Haus. 1973 eröffnete er hier ein Atelier für Freie Grafik und Graphik-Design. In den 1970er und 1980er entwarf er neben dem Kunstkalender der Stadt, auch Porträts von berühmten Kurgästen und Stadtverordneten. Er verstarb am 11. Mai 2004 in der Kurstadt und hinterließ mehr als 2500 Arbeiten.